# 西门街道 (滁州市)
西门街道，是中华人民共和国安徽省滁州市琅琊区下辖的一个乡镇级行政单位。

## 行政区划
西门街道下辖以下地区：
文德桥社区、西大街社区、四牌楼社区、鼓楼街社区和古马路社区。